# Poo (Cabrales)
Poo (en asturiano y oficialmente, Po) es un lugar y una parroquia del concejo asturiano de Cabrales, en España.
Tiene una superficie de 10,28 km², en la que habitan un total de 214 personas todas ellas en la misma población. 
El lugar de Poo se encuentra unos 158 metros sobre el nivel del mar. Dista 1,5 km de Carreña, la capital del concejo. 

## Referencias

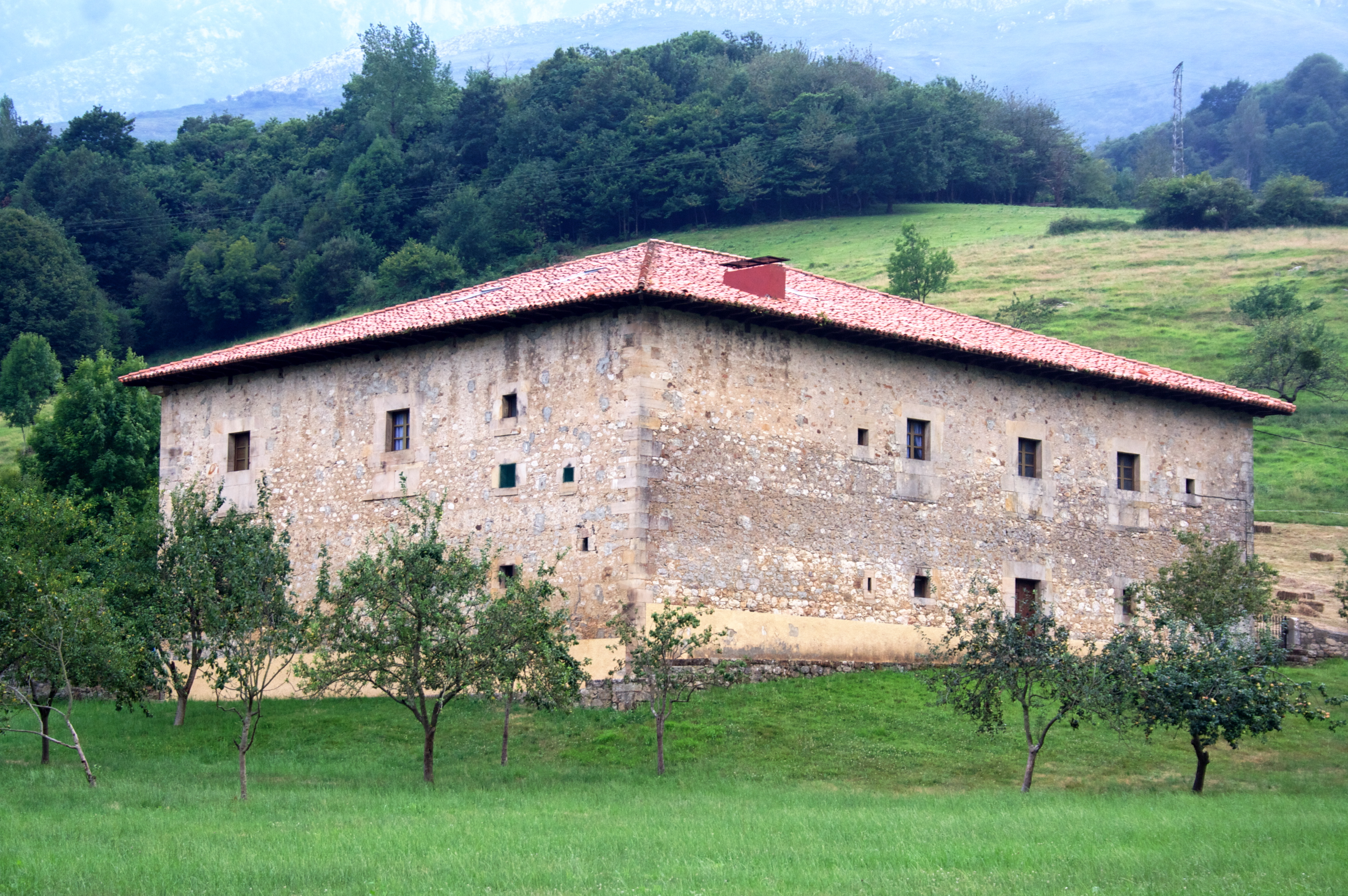
Palacio de Cernuda en Poo, Cabrales, Asturias